# Czechy (Świdnica)
Pour les articles homonymes, voir Czechy.
Czechy est une localité polonaise de la gmina de Jaworzyna Śląska, située dans le powiat de Świdnica en voïvodie de Basse-Silésie.

## Histoire
De 1742 à 1945, Friedrichsrode fait partie de l'arrondissement de Schweidnitz dans le district de Breslau au sein de la province de Silésie.